# Тревисто растение
Вижте пояснителната страница за други значения на Трева.
Тревисто растение (често за по-кратко трева) e общо название за растения със стъбло, което не вдървенява (по това се различават от дървесните). Разделят се условно на многогодишни и едногодишни. Към многогодишните се отнасят и двугодишните растения (напр. цвекло, Beta vulgaris).
В умерените ширини през зимата надземната част на многогодишните растения загива, а при едногодишните — цялото растение. В тропиците надземната част на многогодишните тревисти растения загива през неблагоприятния (сухия) период. На следващата година (или след неблагоприятния период) от оцелелите органи (корени или луковици) се развива ново стъбло с листа и цвят.
Някои многогодишни растения цъфтят едва след няколко години (напр. кокиче – Galanthus nivalis), поради това при тях се развиват отначало само вегетативни органи, а едва след настъпване на полова зрелост — и цветове. Едногодишните израстват от семената на предишното (миналогодишното) поколение. В умерените ширини тревистите растения са много повече от дървесните. Например в България те са около 90% от флората на страната. Най-многобройни в световен мащаб са семейство Orchidaceae (Орхидеи, Салепови) и семейство Тревни (Gramineae), които наброяват по над 20 000 вида. В България също многобройни са редица семейства, като Бобови, Острицови, Сенникови и др.

## Стопанско значение
Могат да бъдат диворастящи или културни растения, билки, бурени. Всички зърнени култури и повечето варива са тревисти. Ливадните растения са основен източник на храна за повечето растителноядни животни. Също се използват за хранене на добитъка, чрез извеждане животните на паша или чрез косене. Последното позволява използване в прясно състояние или след изсушаване до сено.